# Mangpor Chonthicha
Mangpor Chonthicha (în thailandeză แมงปอ ชลธิชา; n. 12 mai 1983, Provincia Khon Kaen, Thailanda) este o cântăreață faimoasă de luk thung și actriță din Thailanda. Aceasta a luat parte în mai multe turnee atât în interiorul cât și în afara Thailandei. 

## Tinerețe
Mangpor Cholthicha s-a născut pe 12 mai 1983 într-o familie săracă din provincia Khon Kaen, fiind cea mai în vârstă dintre surorile sale, dar mai tânără decât toți frații săi. Numele său la naștere a fost Pimpatcha Thongdaeng (în thailandeză พิมพ์พัชชา ทองแดง). Datorită situației financiare precare a familiei sale, Mangpor a trebuit să se mute în alte locuri, cum ar fi Chonburi, Nonthaburi, și Ayutthaya. Încă din tinerețe aceasta a fost nevoită să își ajute familia.

## Carieră
Mangpor și-a început cariera muzicală în 1999, colaborând cu Nopporn Silvergold, o casă de discuri tailandeză, până în 2012. Mangpor a mai fost și actriță pe Canalul 7, un canal de televiziune tailandez. Din 2012 ea și-a continuat cariera de cântăreață colaborând cu R-Siam, o altă casă de discuri din țara sa natală. În prezent este o cântăreață independentă.

## Discografie

### Albume
- Sao Sip Hok (สาว 16)
- Noo Kluay Tukkae (หนูกลัวตุ๊กแก)
- Tam Ha Som Chai (ตามหาสมชาย)
- Nang Sao Nanzee (นางสาวแนนซี่)
- Mae Kruay Hua Khai (แม่ครัวหัวไข่)
- Mang Poe Loe Rak (แมงปอล้อรัก)
- Tha Rak (ท้ารัก)
- Jhonny Thee Rak (จอห์นนี่ที่รัก)
- Rued Kha (เริ่ดค่ะ)

## Filmografie

### Seriale TV
- 1999 
  - Nang Eak Lang Ban (นางเอกหลังบ้าน)
- 2000
  - Kam Ma Thep Luang (กามเทพลวง)
  - Nang Sib Song (นางสิบสอง)
- 2001
  - Kaew Na Ma (แก้วหน้าม้า)
  - Nay Hoi Tha Min (นายฮ้อยทมิฬ)
  - Ton Rak (ต้นรัก)
- 2010 - Mae Sri Prai (แม่ศรีไพร)

## Familie
În 2008 aceasta s-a căsătorit cu Anuiyhad Seesawad, dar au divorțat în 2010. 
În 2017 aceasta i-a dat naștere fiului său și al lui Piyaphong Champafueang. Mangpor nu s-a căsătorit nu iubitul său deoarece aceasta strângea bani pentru a-și crește fiul.